# Fenouillet, Pyrénées-Orientales
Fenouillet là một xã trong vùng Occitanie, thuộc tỉnh Pyrénées-Orientales, quận Perpignan, tổng Saint-Paul-de-Fenouillet. Tọa độ địa lý của xã là 42° 47' vĩ độ bắc, 02° 22' kinh độ đông. Fenouillet nằm trên độ cao trung bình là 444 mét trên mực nước biển, có điểm thấp nhất là 373 mét và điểm cao nhất là 1.208 mét. Xã có diện tích 18,76 km², dân số vào thời điểm 1999 là 66 người; mật độ dân số là 3 người/km².

## Thông tin nhân khẩu
| 1962 | 1968 | 1975 | 1982 | 1990 | 1999 |
| ---- | ---- | ---- | ---- | ---- | ---- |
| 41   | 56   | 45   | 67   | 76   | 66   |